# A Calculated Use of Sound
A Calculated Use Of Sound är en EP med Protest the Hero från 2003. Den släpptes även 2004, då med omgjorda låtar och den nya låten "Soft Targets Make Softer Graves".

## Låtlista
1. "Red Stars over the Battle of the Cowshed" – 2:51
2. "An Apathetic New World" – 3:07
3. "These Colours Don't Run" – 3:13
4. "Soft Targets Dig Softer Graves" – 4:29 – Endast på återsläppet från 2004.
5. "Fear and Loathing in Leramie" – 3:28
6. "Led Astray" – 4:33
7. "I Am Dmitri Karamazov and the World is My Father" – 3:35